# Reprezentacja Finlandii na Mistrzostwach Świata w Narciarstwie Klasycznym 2003
Reprezentacja Finlandii na Mistrzostwach Świata w Narciarstwie Klasycznym 2003 liczyła 30 sportowców. Reprezentacja ta zdobyła cztery medale - 1 złoty, 1 srebrny i 2 brązowe, dzięki czemu zajęła siódme miejsce w klasyfikacji medalowej.

## Medale

### Złote medale
- Skoki narciarskie - konkurs drużynowy na skoczni K-120: Janne Ahonen, Tami Kiuru, Arttu Lappi, Matti Hautamäki

### Srebrne medale
- Skoki narciarskie - konkurs indywidualny na skoczni K-120: Matti Hautamäki

### Brązowe medale
- Kombinacja norweska - 15 km metodą Gundersena: Samppa Lajunen
- Kombinacja norweska - kombinacja drużynowa 4 x 5 km: Hannu Manninen, Jouni Kaitainen, Jaakko Tallus, Samppa Lajunen

## Wyniki

### Biegi narciarskie

#### Mężczyźni
30 km techniką klasyczną
- Karri Hietamäki - 26. miejsce
- Kuisma Taipale - 33. miejsce
- Olli Ohtonen - 34. miejsce

15 km techniką klasyczną
- Lauri Pyykönen - 22. miejsce
- Timo Toppari - 24. miejsce
- Sami Repo - 42. miejsce
- Karri Hietamäki - 43. miejsce

Sprint
- Lauri Pyykönen - 12. miejsce
- Keijo Kurttila - 15. miejsce
- Ari Palolahti - 20. miejsce
- Marko Kinnunen - 45. miejsce

50 km
- Teemu Kattilakoski - 8. miejsce
- Olli Ohtonen - 41. miejsce
- Timo Toppari - nie wystartował

Sztafeta 4x10 km
- Timo Toppari, Kuisma Taipale, Teemu Kattilakoski, Sami Repo - 6. miejsce

Bieg łączony 2x10 km
- Sami Repo - 25. miejsce
- Kuisma Taipale - 26. miejsce
- Olli Ohtonen - 30. miejsce
- Timo Toppari - 47. miejsce

#### Kobiety
15 km stylem klasycznym
- Riikka Sirviö - 6. miejsce
- Annmari Viljanmaa - 7. miejsce
- Aino-Kaisa Saarinen - 25. miejsce
- Kaisa Varis - nie wystartowała

10 km stylem klasycznym
- Kirsi Välimaa - 10. miejsce
- Annmari Viljanmaa - 11. miejsce
- Riikka Sirviö - 12. miejsce
- Pirjo Manninen - 14. miejsce

Bieg łączony 2x5 km
- Virpi Kuitunen - 16. miejsce
- Elina Hietamäki-Pienimäki - 23. miejsce
- Kirsi Välimaa - 24. miejsce
- Kati Venäläinen-Sundqvist - 27. miejsce

Sprint
- Pirjo Manninen - 6. miejsce
- Kati Venäläinen-Sundqvist - 15. miejsce
- Elina Hietamäki-Pienimäki - 19. miejsce
- Aino-Kaisa Saarinen - 29. miejsce
- Riikka Sirviö - 30. miejsce

30 km
- Pirjo Manninen - 18. miejsce
- Aino-Kaisa Saarinen - 22. miejsce
- Riitta-Liisa Lassila - 35. miejsce
- Kaisa Varis - dyskwalifikacja

### Kombinacja norweska
Gundersen K-95 / 15 km
- Samppa Lajunen - 3. miejsce
- Hannu Manninen - 11. miejsce
- Jaakko Tallus - 13. miejsce
- Jouni Kaitainen - 19. miejsce

Konkurs drużynowy (K-95 + 4 x 5 km)
- Hannu Manninen, Jouni Kaitainen, Jaakko Tallus, Samppa Lajunen - 3. miejsce

Sprint (7,5 km + K-120)
- Samppa Lajunen - 8. miejsce
- Jaakko Tallus - 20. miejsce
- Hannu Manninen - 27. miejsce
- Jouni Kaitainen - 28. miejsce

### Skoki narciarskie mężczyzn
Konkurs indywidualny na skoczni K-120
- Matti Hautamäki - 2. miejsce
- Tami Kiuru - 10. miejsce
- Arttu Lappi - 12. miejsce
- Janne Ahonen - 35. miejsce

Konkurs drużynowy na skoczni K-120
- Janne Ahonen, Tami Kiuru, Arttu Lappi, Matti Hautamäki - 1. miejsce

Konkurs indywidualny na skoczni K-95
- Tami Kiuru - 5. miejsce
- Arttu Lappi - 6. miejsce
- Veli-Matti Lindström - 8. miejsce
- Matti Hautamäki - 9. miejsce